# (8680) Rone
(8680) Rone es un asteroide perteneciente al cinturón de asteroides descubierto el 2 de marzo de 1992 por el Uppsala-ESO Survey of Asteroids and Comets desde el Observatorio de La Silla.

## Designación y nombre
Designado provisionalmente como 1992 EJ9. Fue nombrado por una pequeña parroquia de la isla de Gotland que es conocida por la letra de la canción Rune from Rone. El cercano Uggarde Rojr, un túmulo funerario de la Edad del Bronce de 3.000 años de antigüedad, con un diámetro de 50 metros y una altura de 7 metros, es uno de los más grandes de Suecia.

## Características orbitales
Rone está situado a una distancia media de 3,134 ua, pudiendo alejarse un máximo de 3,653 ua y acercarse un máximo de 2,615 ua. Tiene una excentricidad de 0,166 y la inclinación orbital 5,906 grados. Emplea 2026,51 días en completar una órbita alrededor del Sol.
Pertenece a la familia de asteroides de (10) Hygiea.
Los próximos acercamientos a la órbita de Júpiter ocurrirán el 10 de mayo de 2055, el 5 de octubre de 2065 y el 17 de marzo de 2076.

## Características físicas
La magnitud absoluta de Rone es 13,35. Tiene un diámetro de 10,494 km y su albedo se estima en 0,092.